# Сілецький Юрій Андрійович
Юрій Андрійович Сілецький (нар. 14 жовтня 1962, Івано-Франківськ) — український геоморфолог, фізико-географ, кандидат географічних наук, старший науковий співробітник, доцент Київського національного університету імені Тараса Шевченка.

## Біографія
Народився 14 жовтня 1962 року в місті Станіславів, тепер Івано-Франківськ. Закінчив 1987 року географічний, у 2003 — економічний факультети Київського університету. У 1991—1992 роках працював науковим співробітником, з 1993 року старшим науковим співробітником, з 1998 року завідувач науково-дослідної лабораторії ландшафтної екології та аерокосмічного моніторингу навколишнього середовища географічного факультету Київського національного університету імені Тараса Шевченка. Кандидатська дисертація на тему: «Долинно-річкові геокомплекси: структура, класифікація, проблеми природокористування (на прикладі долини Південного Бугу)» захищена у 1992 році. Викладає курси «Менеджмент Землі», «Теорія систем і системного аналізу», «Морська геоморфологія». Вчений секретар Координаційної ради «Охорона навколишнього середовища».

## Наукові праці
Сфера наукових досліджень: вивчає питання структурних досліджень природних утворень, як елементів довкілля; питання методології, теорії та методики еколого-геоморфологічних досліджень, питання масоенергообміну природних та природно-антропогенних утворень. Автор понад 70 наукових праць, співавтор 5 монографій. Основні праці:
- Основи екологічної геоморфології. — К., 2000 (у співавторстві).
- Київ як екологічна система: природа-людина-виробництво-екологія. — К., 2001 (у співавторстві).
- Пошана учителю. — К., 2005 (у співавторстві).
- Географічні основи охорони навколишнього середовища. — К., 2006 (у співавторстві).
- Наукова школа інженерної та екологічної геоморфології. — К., 2010 (у співавторстві).